# Pfarrkirche Aigen im Mühlkreis

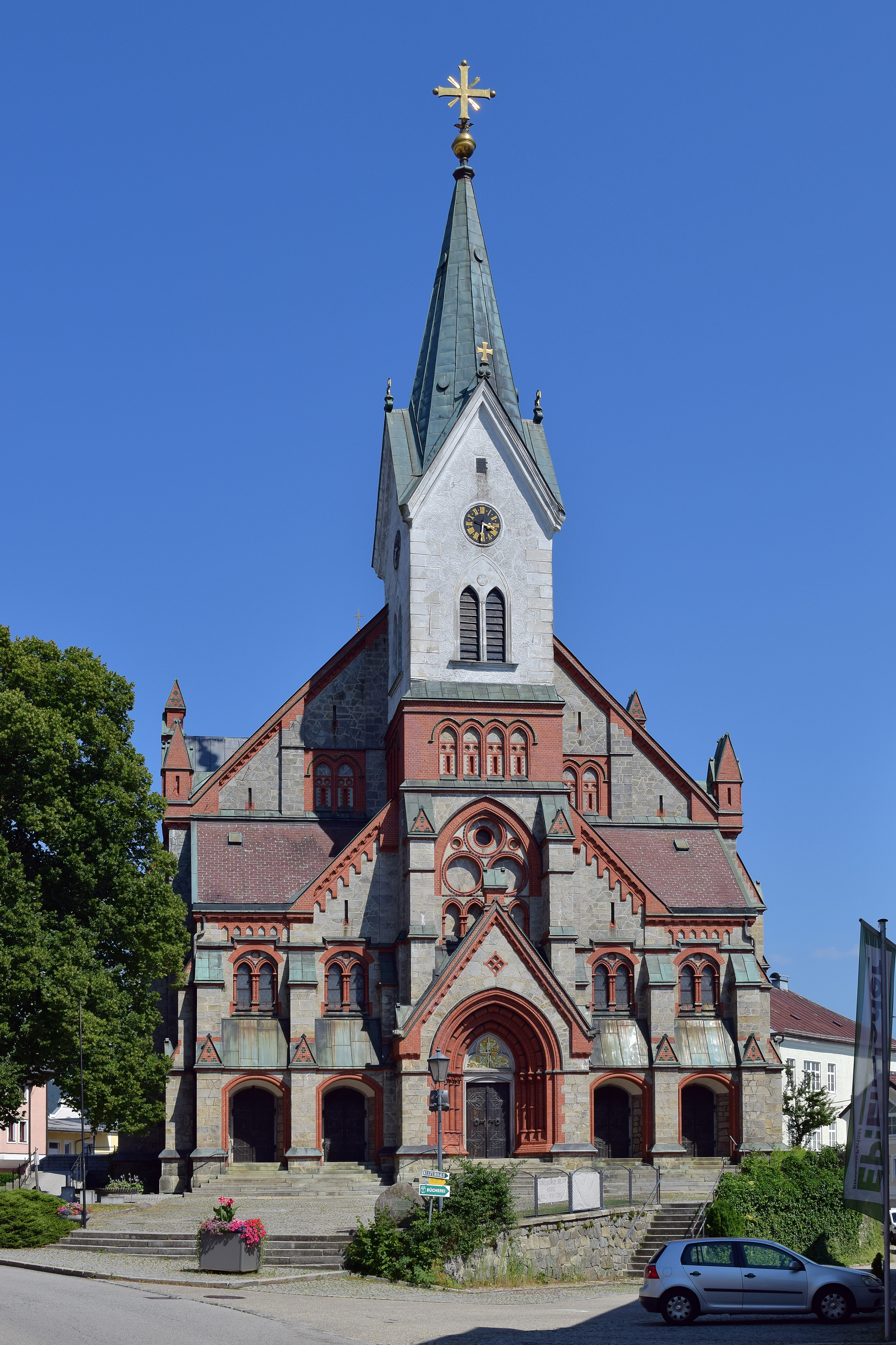
Kath. Pfarrkirche hl. Johannes Evangelist in Aigen im Mühlkreis

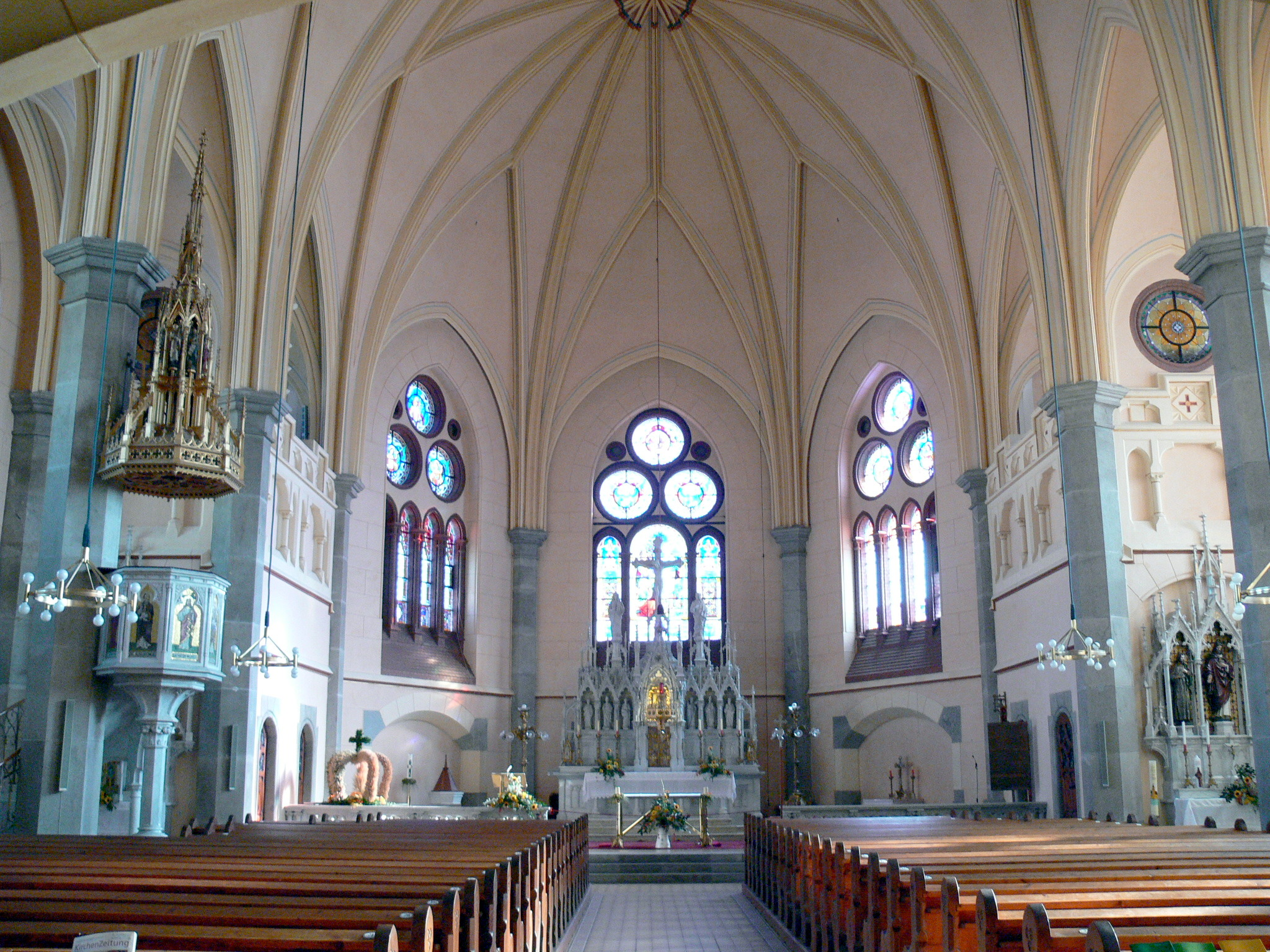
Vom Langhaus zum östlichen Chor

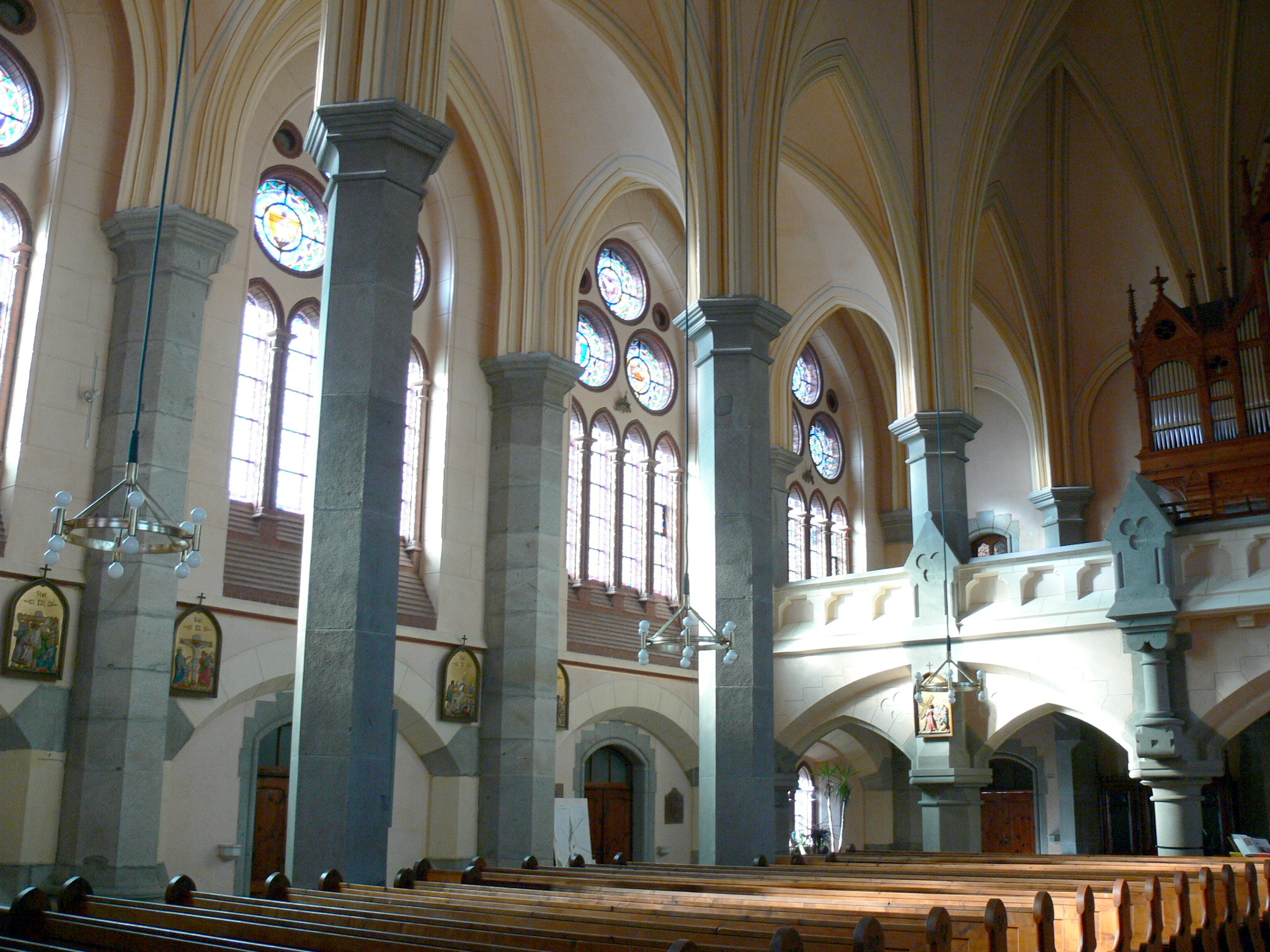
Im Langhaus zum südlichen Seitenschiff und zur Westempore

Die Pfarrkirche Aigen im Mühlkreis dominiert das südliche Ende des Marktplatzes im Ort Aigen im Mühlkreis in der Gemeinde Aigen-Schlägl im Bezirk Rohrbach im oberen Mühlviertel in Oberösterreich. Die auf den Heiligen Johannes Evangelist geweihte römisch-katholische Pfarrkirche – dem Stift Schlägl inkorporiert – gehört zum Dekanat Rohrbach in der Diözese Linz. Das Kirchengebäude steht unter Denkmalschutz (Listeneintrag).

## Geschichte
Die Pfarre wurde 1411 urkundlich genannt. Der spätgotische Vorgängerbau wurde von 1484 bis 1529 erbaut und erlitt durch Brände in den Jahren 1802 und 1852 Zerstörungen. Von 1897 bis 1901 erfolgte nach den Plänen des Architekten Raimund Jeblinger ein Neubau der Kirche, wobei der 1856 wiederhergestellte gotische Westturm erhalten wurde. 1991 erfolgte eine Gesamtrestaurierung.

## Architektur
Der Kirchenbau ist ein bemerkenswerter späthistoristischer Sakralbau Oberösterreichs mit neogotischen und einzelnen neoromanischen Formen. Die dreischiffige fünfjochige Staffelhalle hat einen mittelschiffigen Dreiachtelschluss als Chor. Das breite stark erhöhte Mittelschiff hat ein Tonnengewölbe mit applizierten Kreuzrippen über Oktogonalpfeilern und breiten Scheidbögen. Die schmalen Seitenschiffe hat Kreuzrippengewölbe über Wandpfeilern. Die Westfassade mit dem mittigen gotischen Turm steht annähernd in der Achse des Marktplatzes. Der Turm zeigt in der sichtbaren Basis eine Sichtziegelummantelung mit einer Blendarkadenreihe und schließt über einem Glockengeschoß mit Schallfenster und Uhr mit Spitzgiebeln und einen Spitzhelm.
Der massige stark gegliederte Außenbau hat Granitsteinoberflächen und Sichtziegelelementen und gestufte Strebepfeiler. Das Mittelschiff steht unter einem Walmdach, die Seitenschiffe haben Pultdächer, im Osten über dem Chor ist ein Dachreiter. Die Westfassade ist zweigeschoßig, das Mittelportal mit einer breiten profilierten Leibung und einem gedrungenen Spitzbogen ist übergiebelt, darüber sind neogotische Gruppenfenster, seitlich vom Mittelportal sind vier Segmentbogenportale und darüber Fenster mit Segmentbogenüberdachungen. Die Westfassade schließt mit Gesimsen mit Zahnschnittfriesen und Bogenfriesen. Die Seitenfassaden haben über einer zum Teil durchfensterten Sockelzone breite Gruppenfenster und je Seite zwei Portale mit einer Mittelnische als Dreigiebelgruppe. Über den Portalzonen und dem Ostjoch sind verschieden hohe Fassadengiebel. Der Chor hat in der Attikazone Blendarkaden und wird von zwei Treppentürmen flankiert.
Die dreischiffige einjochige Westempore in neoromanischen Formen hat eine Holzbalkendecke. Die zwei Sakristeien mit je zwei Segmentbogentüren sind im Seitenschiffbereich des östlichsten Joches und haben Holzbalkendecken. Der Turm hat Steintonnengewölbe und im Glockengeschoß ein Stichkappentonnengewölbe.
Die Glasfenster im Chor aus 1900 zeigen im Chorhaupt Johannes Evangelist auf Patmos und seitlich Architekturdarstellungen und Wappen vom Stift Schlägl und der Gemeinde Schlägl und in den Rundfenstern Engel und darüber die Heiligen Maximilian und Florian als Bistums- und Landespatron, das Evangelistensymbol Adler und in den Ostemporen Ornamentfenster. Die Langhausfenster zeigen Glaubensymbole und Ornamente, südlich im zweiten Joch die Sendung der Heiligen Geistes, Aufnahme in den Himmel, Krönung Mariä, im dritten und vierten Joch Passionssymbole, nördlich im zweiten Joch Glaube, Hoffnung und Liebe, im dritten Joch Ehe, im vierten Joch Priesterweihe. Dekorative Gewölbemalereien aus 1901 wurden bei der Restaurierung 1991 rekonstruiert.

## Ausstattung

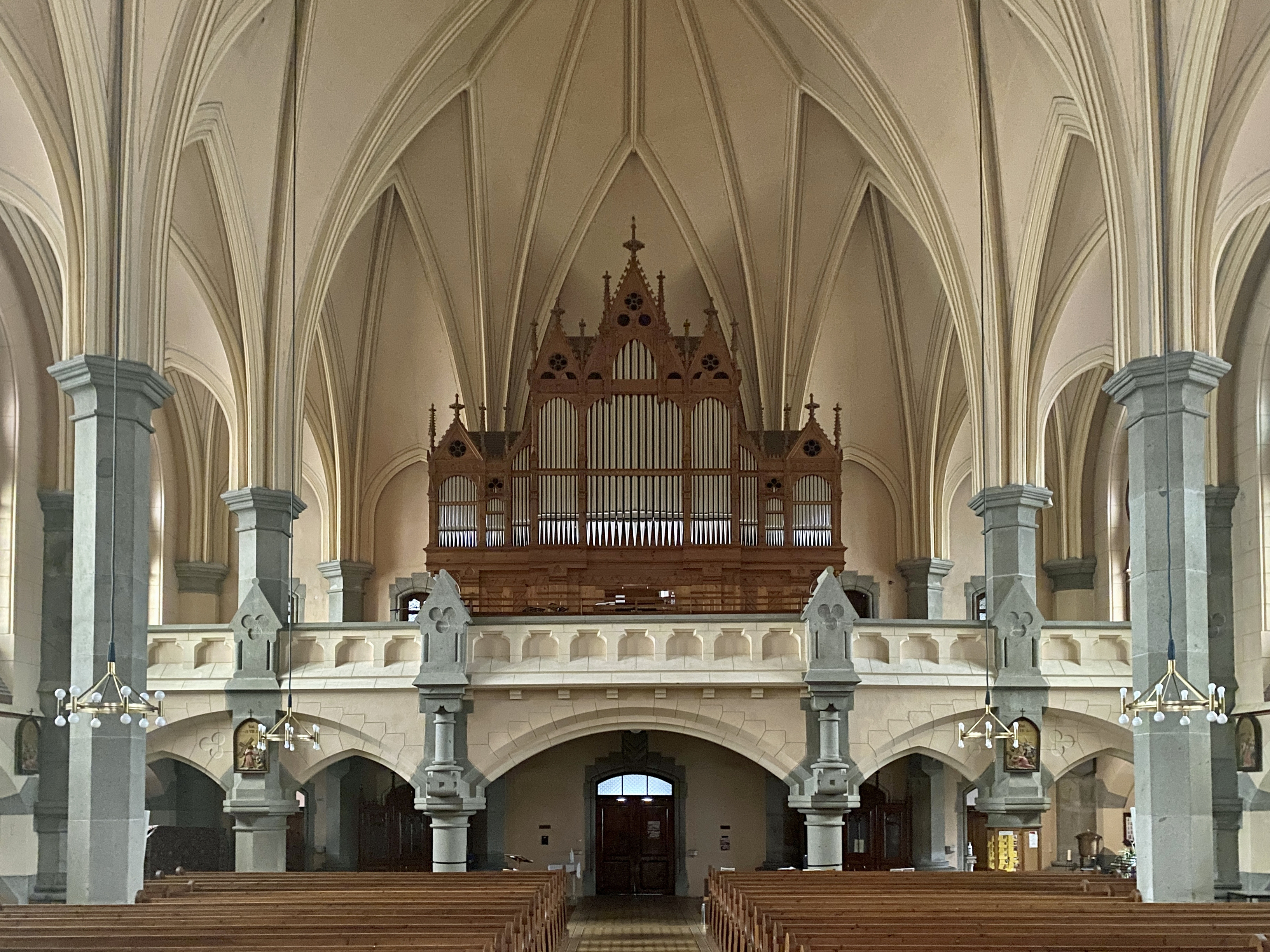
Orgel in der Pfarrkirche Aigen im Mühlkreis

### Einrichtung
Die Einrichtung aus 1901 bis 1912 ist bemerkenswert einheitlich und neogotisch.
Der vom lokalen Leinenfabrikanten und Bürgermeister Simon Stoll und dessen Ehefrau, die sich allgemein als die größten Förderer und Gönner des Kirchenbaus in Aigen erwiesen, gespendete Hochaltar wurde in den Jahren 1897 bis 1901 von der Linzer Filiale des in Innsbruck ansässigen Unternehmens Josef Linser & Söhne ausgeführt. Er besteht aus Carrara-Marmor, ist sieben Meter hoch und hat eine Mensenlänge von 3,3 Meter. Gegen Jahresende 1907 ließ das Ehepaar Stoll den Hochaltar ebendiesen seitlich verbreitern, sodass dieser sich in weiterer Folge besser in das Presbyterium einfügte.

### Orgel
Die Orgel hat ein neogotisches architektonisch gegliedertes Gehäuse mit Dreiecksgiebeln, Fialen und Kreuzblumen der Vorgängerorgel von Johann Lachmayr (1901). Die ursprüngliche pneumatische Orgel wurde von Johann Lachmayr in Urfahr ausgeführt und besaß 22 Registern, sowie fünf Koppelungen.
Das aktuelle Orgelwerk mit einem romantisch-symphonischen Klangkonzept mit zwei Manualen und 33 Registern schuf Rieger Orgelbau (1997).

### Glocken
Während des Ersten Weltkrieges mussten mit Ausnahme der kleinen Wandlungsglocke alle Glocken für Kriegszwecke abgeliefert werden. Die zuletzt im November 1917 abgenommene, 308 kg schwere Zwölferglocke, die C. D. Stafflmair in Steyr gegossen hatte, war bereits nach Innsbruck gebracht worden, ehe sie 1918 doch wieder zurückkehrte. Diese Zwölferglocke kam 1924 zur Pfarrkirche St. Stefan am Walde, als ein neues vier-teiliges Geläut bei der Glockengießerei St. Florian angeschafft wurde.